# Skellefteå AIK
Skellefteå AIK je švedski hokejski klub iz Skellefteåja, ki je bil ustanovljen leta 1921. S tremi naslovi švedskega državnega prvaka je eden uspešnejših švedskih klubov. 

## Lovorike
- Švedska liga: 3 (1977/78, 2012/13, 2013/14)